# Spaans curlingteam (mannen)
Het Spaanse curlingteam vertegenwoordigt Spanje in internationale curlingwedstrijden.

## Geschiedenis
Spanje nam voor het eerst deel aan een groot toernooi tijdens het Europees kampioenschap van 2002 in het Zwitserse Grindelwald. Daarin kon Spanje drie wedstrijden winnen. De volgende jaren bleef Spanje een onopgemerkt team in de middenmoot van de B-divisie. Daar kwam verandering in in 2007, toen Spanje de finale haalde van die B-divisie, waardoor het zich plaatste voor de hoogste afdeling van het volgende Europees kampioenschap. Spanje hield daar echter niet stand, en degradeerde na één jaar weer naar de B-divisie. In 2016 degradeerde Spanje wederom, waardoor het in 2017 moest starten in de C-divisie. Het wist evenwel meteen terug naar de tweede afdeling te promoveren. In 2022 mocht Spanje opnieuw zijn opwachting maken in de hoogste afdeling. Ook ditmaal eindigde Spanje als negende, waardoor het land meteen weer degradeerde naar de tweede afdeling.

## Spanje op het Europees kampioenschap
| Jaar | Plaats        | Skip          | WG            | W             | V             | PV            | PT            |
| ---- | ------------- | ------------- | ------------- | ------------- | ------------- | ------------- | ------------- |
| 1975 | Geen deelname | Geen deelname | Geen deelname | Geen deelname | Geen deelname | Geen deelname | Geen deelname |
| 1976 | Geen deelname | Geen deelname | Geen deelname | Geen deelname | Geen deelname | Geen deelname | Geen deelname |
| 1977 | Geen deelname | Geen deelname | Geen deelname | Geen deelname | Geen deelname | Geen deelname | Geen deelname |
| 1978 | Geen deelname | Geen deelname | Geen deelname | Geen deelname | Geen deelname | Geen deelname | Geen deelname |
| 1979 | Geen deelname | Geen deelname | Geen deelname | Geen deelname | Geen deelname | Geen deelname | Geen deelname |
| 1980 | Geen deelname | Geen deelname | Geen deelname | Geen deelname | Geen deelname | Geen deelname | Geen deelname |
| 1981 | Geen deelname | Geen deelname | Geen deelname | Geen deelname | Geen deelname | Geen deelname | Geen deelname |
| 1982 | Geen deelname | Geen deelname | Geen deelname | Geen deelname | Geen deelname | Geen deelname | Geen deelname |
| 1983 | Geen deelname | Geen deelname | Geen deelname | Geen deelname | Geen deelname | Geen deelname | Geen deelname |
| 1984 | Geen deelname | Geen deelname | Geen deelname | Geen deelname | Geen deelname | Geen deelname | Geen deelname |
| 1985 | Geen deelname | Geen deelname | Geen deelname | Geen deelname | Geen deelname | Geen deelname | Geen deelname |
| 1986 | Geen deelname | Geen deelname | Geen deelname | Geen deelname | Geen deelname | Geen deelname | Geen deelname |
| 1987 | Geen deelname | Geen deelname | Geen deelname | Geen deelname | Geen deelname | Geen deelname | Geen deelname |
| 1988 | Geen deelname | Geen deelname | Geen deelname | Geen deelname | Geen deelname | Geen deelname | Geen deelname |
| 1989 | Geen deelname | Geen deelname | Geen deelname | Geen deelname | Geen deelname | Geen deelname | Geen deelname |
| 1990 | Geen deelname | Geen deelname | Geen deelname | Geen deelname | Geen deelname | Geen deelname | Geen deelname |
| 1991 | Geen deelname | Geen deelname | Geen deelname | Geen deelname | Geen deelname | Geen deelname | Geen deelname |
| 1992 | Geen deelname | Geen deelname | Geen deelname | Geen deelname | Geen deelname | Geen deelname | Geen deelname |
| 1993 | Geen deelname | Geen deelname | Geen deelname | Geen deelname | Geen deelname | Geen deelname | Geen deelname |
| 1994 | Geen deelname | Geen deelname | Geen deelname | Geen deelname | Geen deelname | Geen deelname | Geen deelname |
| 1995 | Geen deelname | Geen deelname | Geen deelname | Geen deelname | Geen deelname | Geen deelname | Geen deelname |
| 1996 | Geen deelname | Geen deelname | Geen deelname | Geen deelname | Geen deelname | Geen deelname | Geen deelname |
| 1997 | Geen deelname | Geen deelname | Geen deelname | Geen deelname | Geen deelname | Geen deelname | Geen deelname |
| 1998 | Geen deelname | Geen deelname | Geen deelname | Geen deelname | Geen deelname | Geen deelname | Geen deelname |
| 1999 | Geen deelname | Geen deelname | Geen deelname | Geen deelname | Geen deelname | Geen deelname | Geen deelname |

| Jaar | Plaats        | Skip                 | WG            | W             | V             | PV            | PT            |
| ---- | ------------- | -------------------- | ------------- | ------------- | ------------- | ------------- | ------------- |
| 2000 | Geen deelname | Geen deelname        | Geen deelname | Geen deelname | Geen deelname | Geen deelname | Geen deelname |
| 2001 | Geen deelname | Geen deelname        | Geen deelname | Geen deelname | Geen deelname | Geen deelname | Geen deelname |
| 2002 | 18            | Juan José Salvador   | 11            | 3             | 7             | 43            | 116           |
| 2003 | 19            | Juan José Salvador   | 5             | 1             | 4             | 29            | 46            |
| 2004 | 17            | Antonio de Mollinedo | 7             | 4             | 3             | 60            | 46            |
| 2005 | 17            | Antonio de Mollinedo | 9             | 6             | 3             | 73            | 56            |
| 2006 | 27            | Luis Domingo Vicent  | 9             | 1             | 8             | 34            | 91            |
| 2007 | 12            | Antonio de Mollinedo | 9             | 7             | 2             | 65            | 45            |
| 2008 | 9             | Antonio de Mollinedo | 9             | 1             | 8             | 30            | 88            |
| 2009 | 22            | Carlos Lorente       | 9             | 4             | 5             | 45            | 62            |
| 2010 | 18            | Sergio Vez Labrador  | 7             | 4             | 3             | 45            | 53            |
| 2011 | 20            | Antonio de Mollinedo | 7             | 3             | 4             | 33            | 37            |
| 2012 | 19            | Antonio de Mollinedo | 7             | 3             | 4             | 51            | 55            |
| 2013 | 21            | Mikel Unanue         | 7             | 2             | 5             | 32            | 58            |
| 2014 | 24            | Carles de Moxó       | 7             | 1             | 6             | 29            | 62            |
| 2015 | 22            | Antonio de Mollinedo | 7             | 3             | 4             | 42            | 48            |
| 2016 | 26            | Lucas Munuera        | 8             | 0             | 8             | 32            | 66            |
| 2017 | 14            | Sergio Vez Labrador  | 18            | 14            | 4             | 140           | 91            |
| 2018 | 17            | Sergio Vez Labrador  | 7             | 5             | 2             | 52            | 42            |
| 2019 | 15            | Sergio Vez Labrador  | 9             | 6             | 3             | 60            | 46            |
| 2021 | 13            | Sergio Vez Labrador  | 10            | 8             | 2             | 81            | 54            |
| 2022 | 9             | Sergio Vez Labrador  | 9             | 1             | 8             | 48            | 72            |
| 2023 | 15            | Gontzal García Vez   | 8             | 5             | 3             | 56            | 55            |
| 2024 | 13            | Sergio Vez Labrador  | 9             | 8             | 1             | 62            | 38            |

Andorra · Australië · België · Bosnië en Herzegovina · Brazilië · Bulgarije · Canada · China · Chinees Taipei · Denemarken · Duitsland · Engeland · Estland · Filipijnen · Finland · Frankrijk · Georgië · Griekenland · Groot-Brittannië · Guyana · Hongarije · Hongkong · Ierland · IJsland · India · Israël · Italië · Jamaica · Japan · Kazachstan · Kenia · Kirgizië · Kroatië · Letland · Liechtenstein · Litouwen · Luxemburg · Mexico · Nederland · Nieuw-Zeeland · Nigeria · Noorwegen · Oekraïne · Oostenrijk · Polen · Portugal · Puerto Rico · Qatar · Roemenië · Rusland · Saoedi-Arabië · Schotland · Servië · Slovenië · Slowakije · Spanje · Thailand · Tsjechië · Tsjecho-Slowakije · Turkije · Verenigde Staten · Wales · Wit-Rusland · Zuid-Korea · Zweden · Zwitserland